# Río Mattagami
El río Mattagami es un río de Canadá de la cuenca de la bahía de James que discurre por los distritos del Cochrane, Timiskaming y Sudbury en el noreste de la provincia de Ontario.
El Mattagami tiene una longitud de 443 km desde su nacimiento en el lago Mattagami en el municipio de Gouin en el Parte Norte no organizada del Distrito de Sudbury, en el Escudo Canadiense al suroeste de Timmins, hasta la isla de Portage en el municipio de Gardiner en la Parte norte no organizada del Distrito de Cochrane, en las tierras bajas de la bahía de Hudson (Hudson Bay Lowlands). Aquí está la confluencia del Mattagami con el río Missinaibi para dar lugar al río Moose, a unos 100 km del desagüe de marea de ese río en la bahía de James.
El río Mattagami atraviesa la ciudad de Timmins, así como la ciudad de Smooth Rock Falls y su cuenca drena  37 000 km².
El nombre de Mattagami viene de la lengua ojibwe y significa tanto "el comienzo del agua"  (maadaagami) como "aguas turbulentas" (madaagami).